# Botryonopa korinchica
Botryonopa korinchica es un coleóptero de la familia Chrysomelidae.
Fue descrita científicamente por primera vez en 1951 por Uhmann.